# Linda Corbould
Linda Mary Corbould, née en 1962 ou 1963, est une officière à la retraite de la Royal Australian Air Force (RAAF). Ayant obtenu le grade de Wing commander, elle est la première femme à commander un escadron volant de la RAAF. Elle rejoint la RAAF en 1981 et devient l'une des premières femmes pilotes au début des années 1990. Corbould pilote des avions de transport, notamment pendant la guerre en Irak en 2003, et commande le 36e escadron de 2006 à 2008. Elle prend sa retraite de la RAAF en 2011, mais reste officière dans la réserve de l'armée de l'air (en).

## Biographie

### Formation
Corbould grandit en Tasmanie, en Australie. À l'age de 12 ans, elle assiste à un vol de la Royal Australian Air Force à Launceston et décide de devenir pilote.
Elle rejoint la RAAF à 18 ans, en 1981. À cette époque, elle souhaite toujours devenir pilote, mais les femmes sont exclues de cette fonction. Dans une interview de 2018, Corbould déclare que les agents de recrutement se sont moqués d'elle en 1981 lorsqu'elle indique souhaiter devenir pilote,. En raison de cette discrimination, elle travaille comme contrôleuse aérienne jusqu'en 1990, lorsque la formation de pilote est ouverte aux femmes. Elle s'initie au parachutisme et devient championne nationale de ce sport, représentant l'Australie aux championnats du monde de parachutisme de 1985, organisés en Turquie.

### Carrière de pilote à la Royal Australian Air Force (RAAF)
Après sa formation de pilote, Corbould devient la troisième femme membre de la RAAF à obtenir ses ailes. Elle est affectée au 36e escadron (en) et pilote des avions de transport C-130 Hercules. Corbould sert en tant que commandante adjointe du détachement Hercules C-130 qui fait partie de la contribution australienne à l'invasion de l'Irak en 2003 (en) et reçoit la Médaille de l'Ordre d'Australie pour avoir planifié et commandé un vol vers Bagdad dans la nuit du 12 au 13 avril 2003,. En octobre 2003, elle rencontre le président des États-Unis George W. Bush lors de sa visite en Australie. Corbould accumule 15 ans d'expérience en tant que pilote de C-130. Elle obtient un diplôme d'études militaires au Collège australien de commandement et d'état-major (en) en 2005
En 2006, Corbould supervise le programme de la RAAF visant à intégrer l'avion de transport stratégique C-17 Globemaster III à l'armée de l'air australienne, Elle prend le commandement du 36e escadron le 17 novembre 2006 et livre le premier C-17 de la RAAF des États-Unis à l'Australie le 4 décembre 2006,,. Corbould termine son affectation en tant que commandante de l'escadron le 8 décembre 2008. Ce jour-là, elle dirige le premier équipage entièrement féminin de la RAAF lors d'un vol d'entraînement. La prochaine femme à diriger un escadron volant de la RAAF prend le commandement du 33e escadron en décembre 2018 et le 36e escadron n'a pas eu d'autre équipage entièrement féminin avant août 2020.

### Retraite
Après avoir terminé son affectation au 36e Escadron, Corbould est nommée officière supérieure de l'armée de l'air en Tasmanie à sa demande. Elle prend sa retraite de la RAAF le 8 mai 2011 après avoir effectué 30 ans de service, mais reste officière dans la réserve de l'armée de l'air,. Dans ce rôle, depuis 2018, elle travaille avec les cadets de l'armée de l'air australienne.
En juillet 2015, Corbould est l'oratrice principale lors d'une réunion de l'association RAAF à Launceston. En novembre de la même année, elle est nommée membre du Veterans' Review Board, une autorité statutaire indépendante qui évalue les décisions prises par plusieurs agences du gouvernement australien concernant les subventions et les pensions des anciens combattants.